# لنه‌اشتات
شهر لنه‌اشتات (به آلمانی: Lennestadt) در ایالت نوردراین-وستفالن در کشور آلمان واقع شده‌است.

## نگارخانه

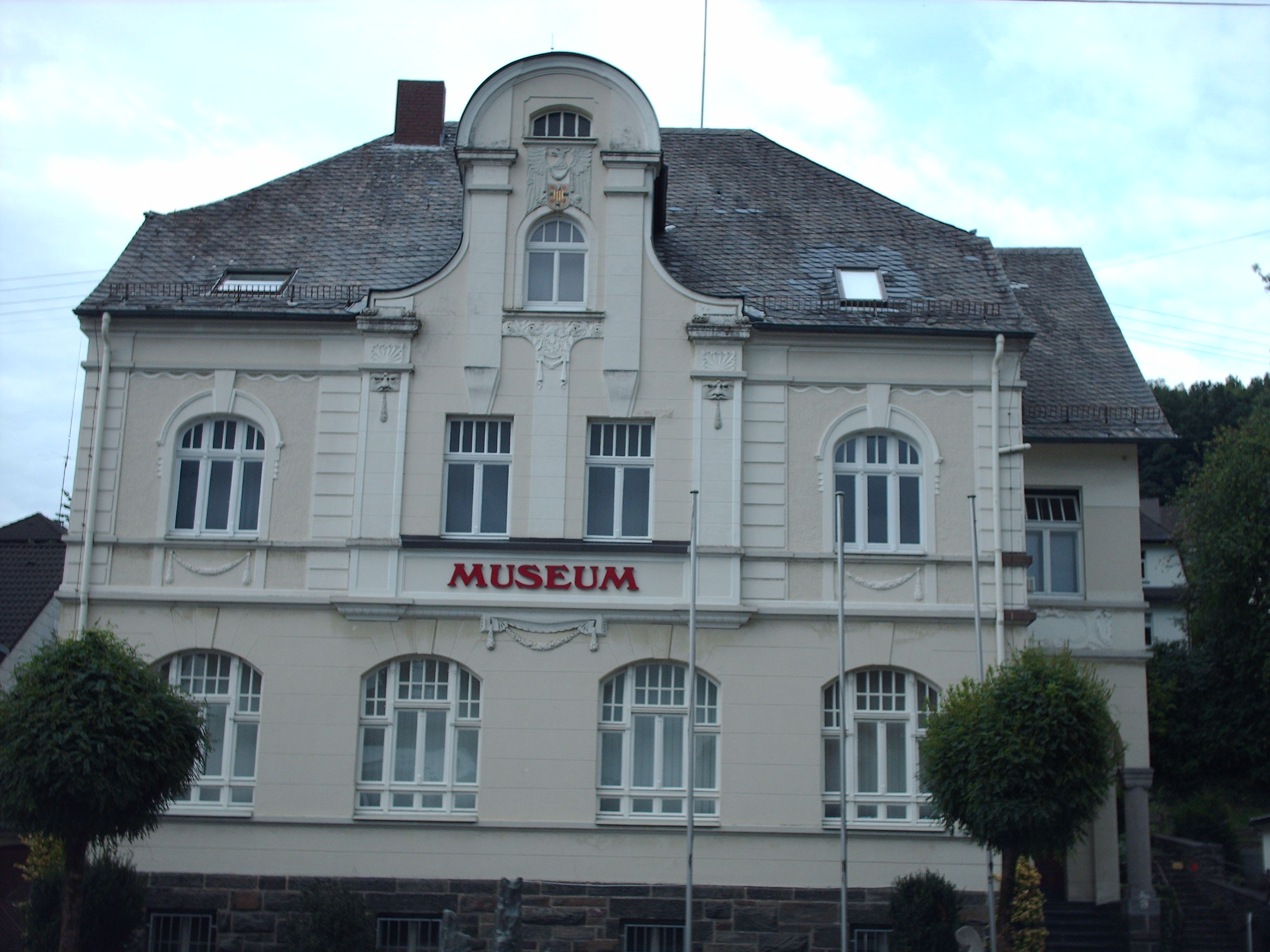
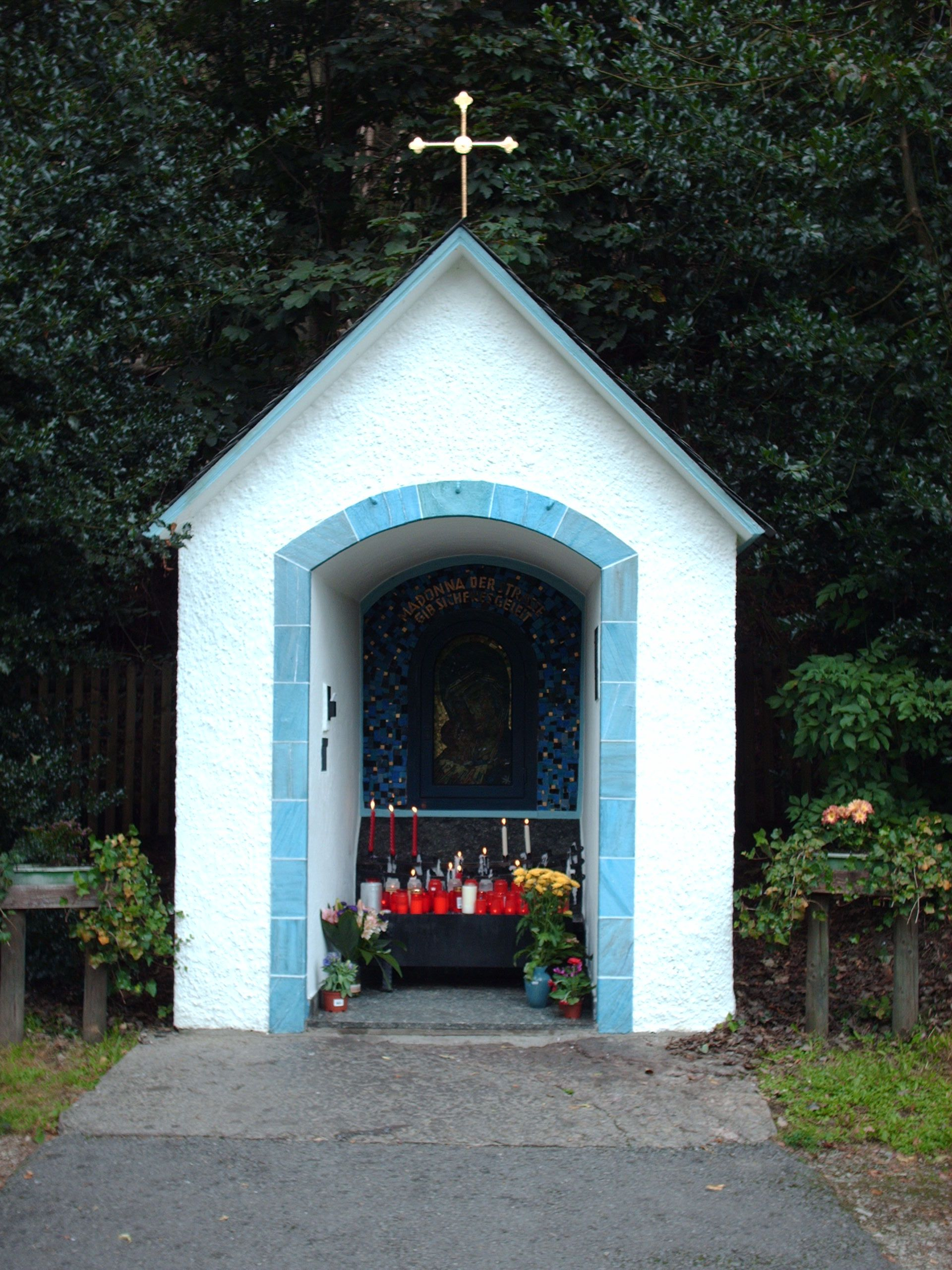
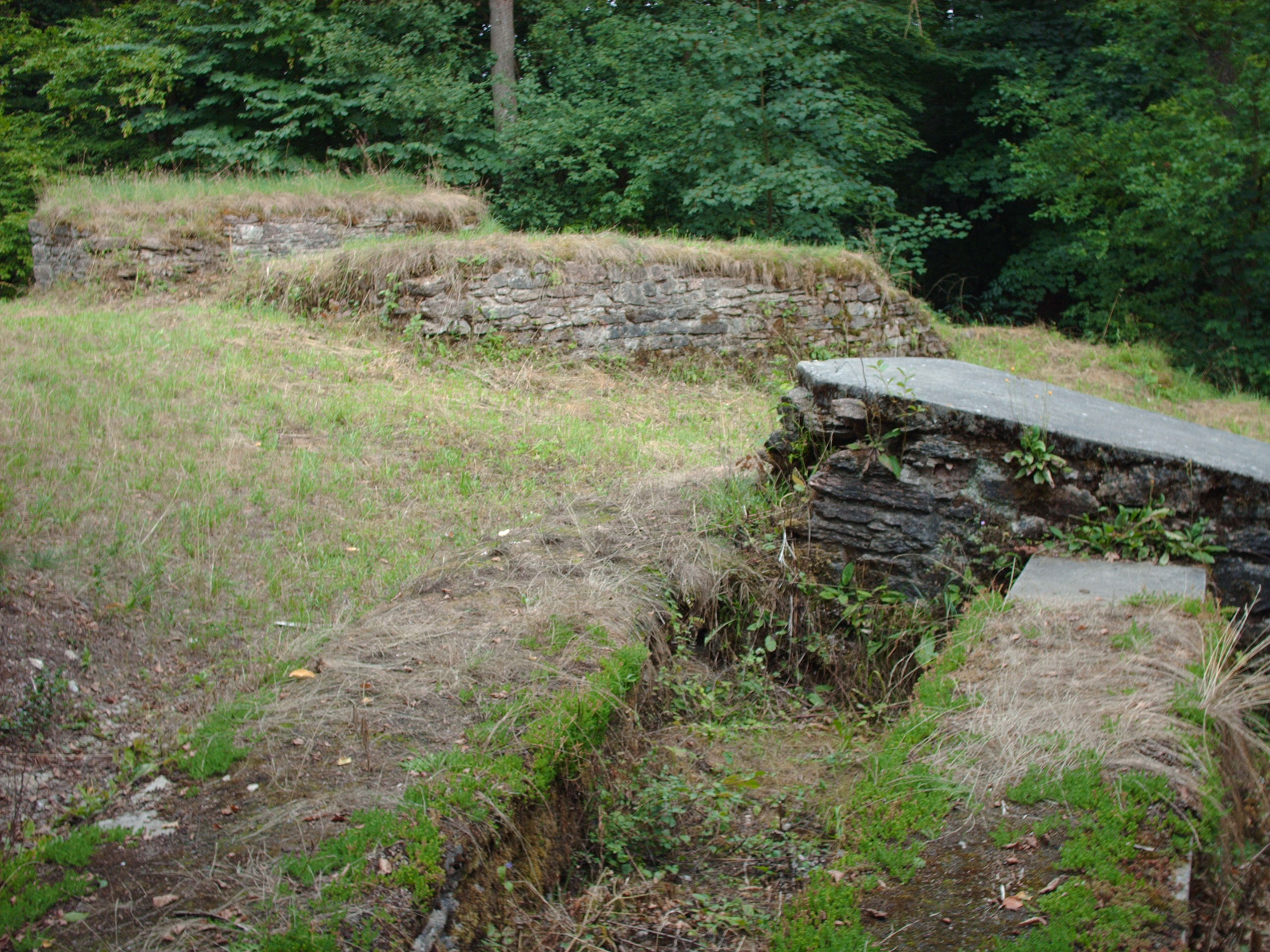
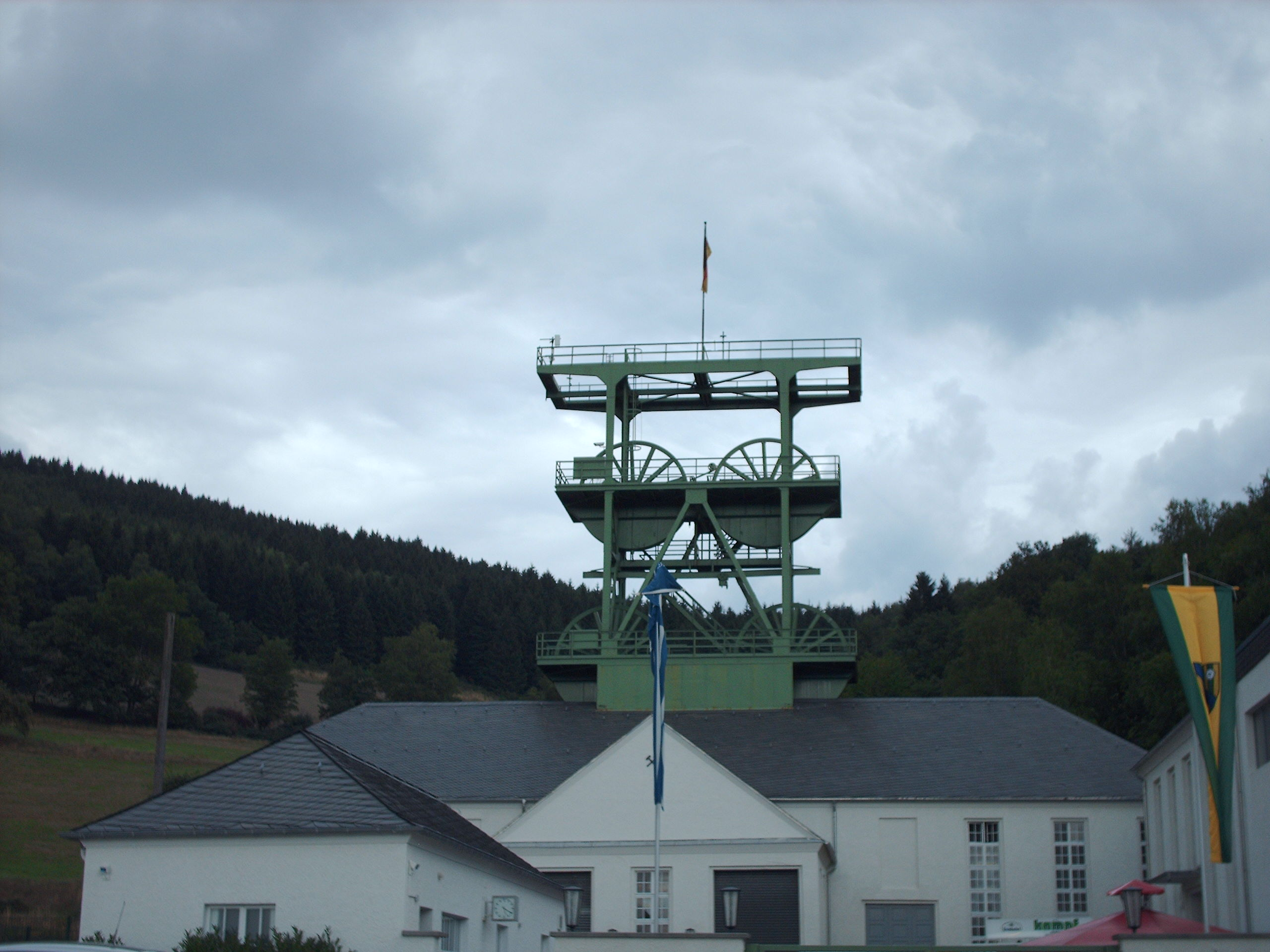
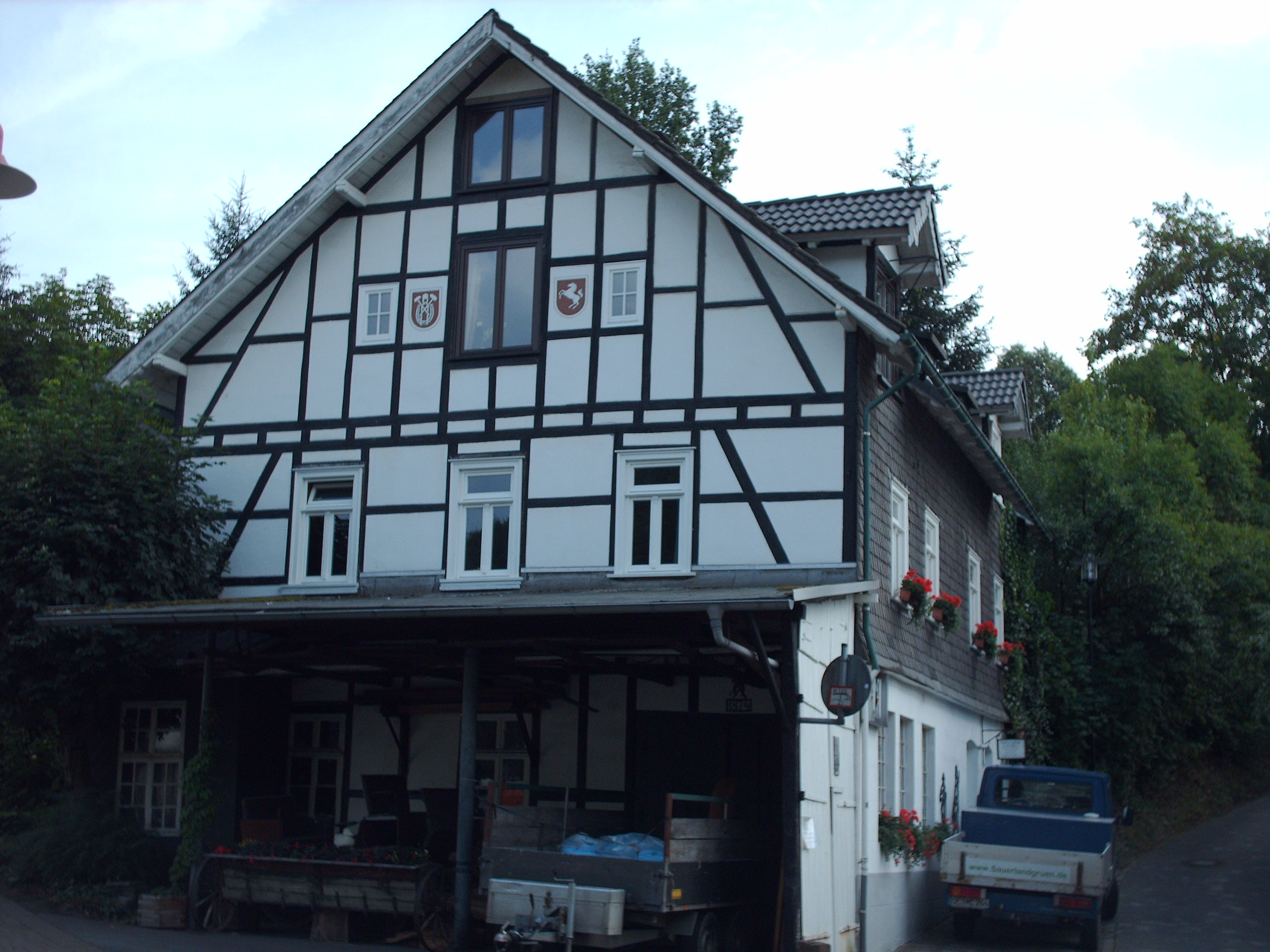
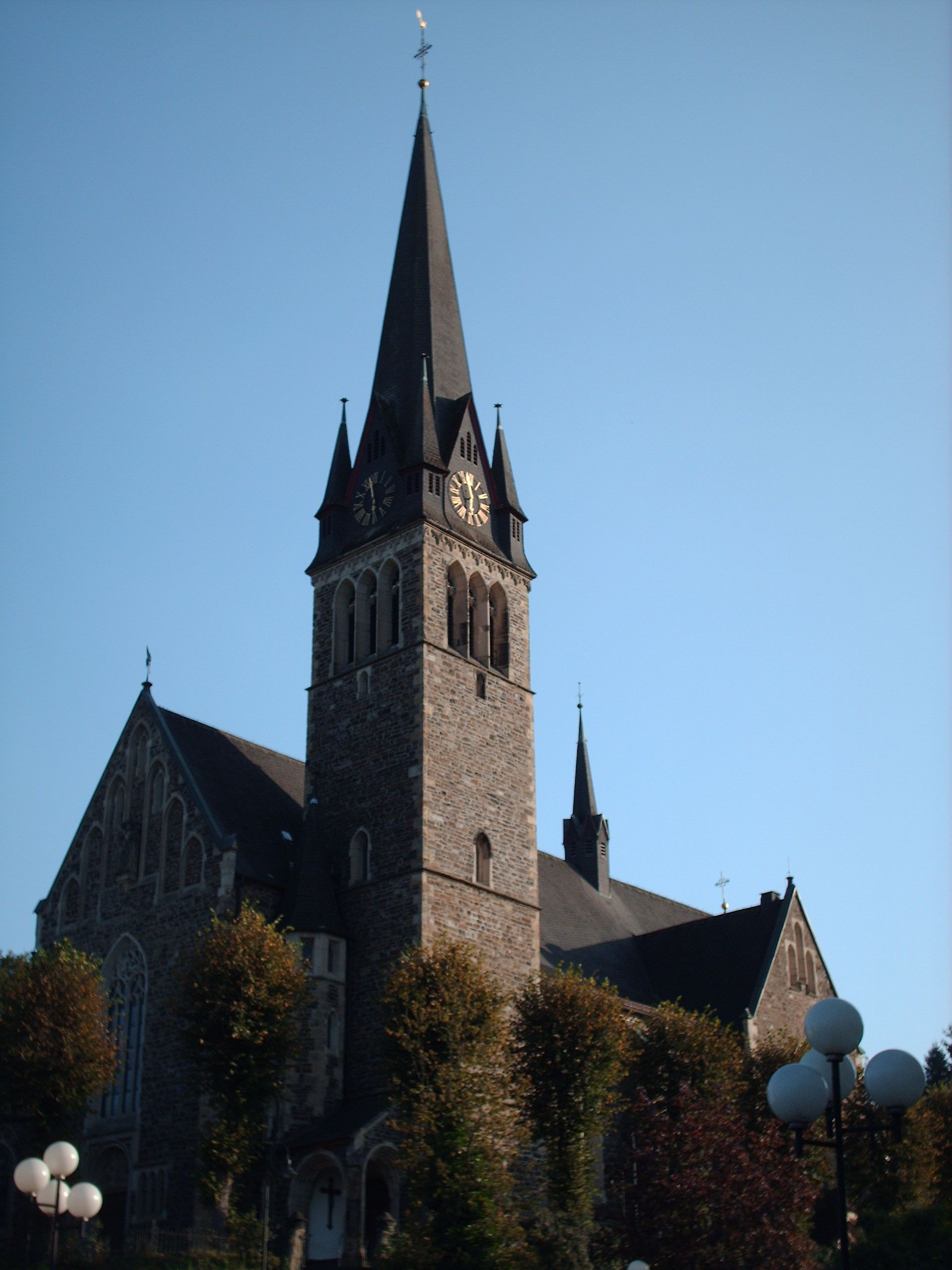